# تسیتوو
تسیتوو (به چکی: Citov) یک منطقهٔ مسکونی در جمهوری چک است که در ناحیه پرروف واقع شده‌است. تسیتوو ۳٫۷۳ کیلومتر مربع مساحت و ۵۲۲ نفر جمعیت دارد و ۲۰۱ متر بالاتر از سطح دریا واقع شده‌است.